# Солодники
Солодники  (рос. Солодники) — село у Чорноярському районі Астраханської області Російської Федерації.
Населення становить 1574 особи (2015). Входить до складу муніципального утворення Чорноярська сільрада.

## Історія
Населений пункт розташований на території українського етнічного та культурного краю Жовтий Клин. Від 1928 року належить до Чорноярського району.
Згідно із законом від 6 серпня 2004 року органом місцевого самоврядування до 1 вересня 2016 року була Солодниковська сільрада. Відтак, після його ліквідації, стало підпорядковуватися Чорноярській сільраді.

## Населення
| 2002 | 2010  | 2014  | 2015  |
| ---- | ----- | ----- | ----- |
| 1874 | ↘1657 | ↘1577 | ↘1574 |